# Oran (Missouri)
Oran – miasto w Stanach Zjednoczonych, w stanie Missouri, w hrabstwie Scott.